# Ngày Độc lập 2/9/1945 (phim)
Ngày Độc lập 2/9/1945 là tên của một bộ phim tài liệu lịch sử, quay ngày lễ độc lập Việt Nam tại quảng trường Ba Đình vào ngày 2 tháng 9 năm 1945.

## Nội dung
Trong bộ phim này, có khoảng 6 phút phim tư liệu cho thấy hình ảnh duyệt binh ở quảng trường Ba Đình, hình ảnh nhân dân tham gia ngày lễ và đặc biệt là hình ảnh Chủ tịch Hồ Chí Minh trên lễ đài chuẩn bị đọc Tuyên ngôn độc lập. Bộ phim được chiếu rộng rãi trên truyền hình quốc gia, được nhiều người biết đến và xem lại nhất là vào dịp quốc khánh của Việt Nam. Đoạn phim này cùng với phim tư liệu và hình ảnh quay mới đã được Phạm Kỳ Nam ráp nối lại thành một bộ phim tài liệu dài khoảng 30 phút và được đặt tên Ngày Độc lập 2/9/1945.
Đoạn phim được rất nhiều người Việt Nam và thế giới biết đến, nhưng tác giả của những thước phim này cho đến nay không được biết chính xác là ai.

## Hoàn cảnh xuất hiện
Trong phóng sự Đi tìm những tác giả của bộ phim Ngày độc lập 2-9-1945 của đạo diễn Nguyễn Như Vũ (con trai của nhà quay phim Nguyễn Như Ái) thì:
Năm 1974, đoàn làm phim gồm Hồng Hà (Tổng thư ký Hội đồng Lý luận trung ương), đạo diễn Phạm Kỳ Nam, quay phim Nguyễn Như Ái đã được Đảng và Nhà nước giao nhiệm vụ sang châu Âu làm bộ phim "Nguyễn Ái Quốc - Hồ Chí Minh". Trước khi đoàn đi, tổng bí thư Trường Chinh có dặn đoàn cố gắng tìm kiếm những thước phim về 2/9/1945.
Khi sang Pháp, đoàn đã vào rất nhiều kho lưu trữ của điện ảnh Pháp, quân đội Pháp, các kho lưu trữ tư nhân để tìm nhưng không có. Sau đó, đoàn đã gặp đạo diễn Hà Lan Joris Ivens, người đã thực hiện bộ phim rất nổi tiếng Vĩ tuyến 17 - Chiến tranh nhân dân mách họ đến gặp một người Pháp và người đàn ông này đã tặng đoàn ba hộp phim về Đông Dương nhưng yêu cầu giấu danh tính. Hai hộp phim đầu khô ráo, nhưng không có hình ảnh ngày 2/9/1945. Hộp phim còn lại bị gỉ sét, bắt đầu mục. Sau khi cắt bỏ những đoạn phim hỏng, ba ông đã nhìn thấy những hình ảnh của ngày 2/9/1945.

## Tìm kiếm tác giả
Theo ông Nguyễn Hữu Đang, người được Hồ Chí Minh giao trách nhiệm làm Trưởng ban tổ chức Lễ Tuyên bố Độc lập, thì có 2 giả thiết về tác giả của những thước phim

### Hương Ký
Ông Hương Ký (tên thật là Nguyễn Lan Hương) - chủ một hiệu ảnh nổi tiếng tại Hà Nội thời đó, chuyên làm những dịch vụ về quay phim tư liệu. Theo yêu cầu của ông Nguyễn Hữu Đang, ông Hương Ký và 2 nhân viên đã thực hiện việc quay buổi lễ. Nhưng sau buổi lễ, ông Hương Ký thông báo không quay được vì sự cố máy móc. Ông Nguyễn Hữu Đang sau này có viết về sự cố này với thái độ hoài nghi vì chỉ một thời gian sau đó, ông Đang phát hiện ra chủ hiệu Hương Ký đã đi theo Quốc dân đảng chống lại Việt Minh.
Có một số căn cứ để giả thiết những thước phim này là do hiệu Hương Ký quay. Sau đó, những thước phim này lưu lạc ra nước ngoài, cho đến khi nó được trao lại cho Việt Nam. Rõ nhất là dựa vào một tấm ảnh do ông David Marr, nhà nghiên cứu sử học Úc gốc Mỹ, cung cấp và theo ông bức ảnh cũng do người Mỹ chụp. Tấm ảnh này có góc chụp từ dưới hướng lên lễ đài, hình Chủ tịch Hồ Chí Minh đang đọc Tuyên ngôn Độc lập, đứng bên phải ông có một người cầm ô và chi tiết cần chú ý là phía bên trái có một người cầm máy quay phim hướng ống kính về phía ông Hồ. Thể hiện này ứng với đoạn phim quay cảnh Hồ Chí Minh đang đọc Tuyên ngôn nhìn nghiêng.

### Phái bộ tiền trạm OSS
Phái bộ tiền trạm OSS (Office of Strategic Services - Cơ quan phục vụ chiến lược Mỹ), bí danh Con Nai - "The Deer" do Thiếu tá Archimedes Patti, nguyên trưởng phái đoàn Mỹ đến Hà Nội dưới danh nghĩa Đồng minh]. Theo như hồi ký của Thiếu tá Archimedes L.A. Patti, ông đã tường thuật cuộc mít-tinh vào ngày 2/9/1945 tại quảng trường Ba Đình với nhiều chi tiết mà cho tới nay, sách báo Việt Nam chưa từng nhắc đến.
Ông đã mô tả chính xác công việc ông và một số nhân viên chứng kiến buổi lễ, đi lại trong khu vực mít-tinh để chụp ảnh và quay phim.
Sự miêu tả này của Thiếu tá Archimedes Patti đã khiến ông Nguyễn Hữu Đang, người chịu trách nhiệm chính điều hành buổi lễ và kiểm soát cuộc mít-tinh, cho rằng "bất ngờ vì ông cũng không biết có những hoạt động của người ngoại quốc ngay trước mắt mình".
Theo một số chuyên gia, những thước phim trên được quay rất chuyên nghiệp và nhiều góc độ khác nhau chứng tỏ người quay phim đã di chuyển liên tục trong khi quay để quan sát rồi ghi lại chứ không phải chỉ cầm máy đứng yên một chỗ